# William Morton Cox
William Morton Cox (* 21. Januar 1880 bei French Lick Springs, Indiana; † 4. November 1970 in Phoenix, Arizona) war ein US-amerikanischer Lokführer und Politiker (Demokratische Partei).

## Werdegang
William Morton Cox, Sohn von Margaret Jane Melbourne (1858–1941) und Charles Willem Cox (1854–1906), wurde 1880 im Orange County geboren. Sein Vater war in French Lick Springs geboren und als Geistlicher an der Church of Christ tätig, wie sein Vater vor ihm, Christopher Cox (1827–1897). William Morton Cox graduierte an der Highschool in Paoli. In der Folgezeit war er als Lokführer für die Southern Pacific Railroad und die Union Pacific Railroad in Kalifornien und Utah tätig. Am 17. Juli 1905 heiratete er Elise Anna Breitkreutz (1878–1954) aus Omaha (Nebraska) in Kalifornien. Das Paar bekam eine Tochter namens Marian Roberta Cox (1907–1980). Die Familie zog dann 1906 in das Arizona-Territorium und ließ sich dort in Bisbee (Cochise County) nieder. Cox arbeitete in der mechanischen Abteilung bei der C&A Mining Company und saß während dieser Jahre im Stadtrat von Bisbee.
Von 1927 bis 1930 war er Kämmerer vom Cochise County. Cox kandidierte 1930 für die demokratische Nominierung für den Posten als Treasurer of State von Arizona, unterlag aber bei den Vorwahlen seinem Herausforderer Mit Simms. 1932 wurde er zum Treasurer of State von Arizona gewählt. Cox bekleidete den Posten von 1933 bis 1935. Danach saß er von 1935 bis 1940 in der Arizona Corporation Commission. 1940 wurde er Secretary of the Arizona Colorado River Commission – ein Posten, den er bis zu der Auflösung der Kommission im Jahr 1945 bekleidete. Cox kandidierte 1948 erfolglos für die demokratische Nominierung für den Posten des Secretary of State von Arizona, unterlag aber bei den Vorwahlen seinem Herausforderer Wesley Bolin. Nach der Schaffung des Arizona Department of Real Estate im Jahr 1949 wurde er deren erster Real Estate Commissioner – ein Posten, welchen er bis zu seiner Pensionierung im Jahr 1960 innehatte.
Nach seinem Tod 1970 in Phoenix wurde er dort auf dem Greenwood Memory Lawn Cemetery neben seiner Ehefrau beigesetzt.